# Geispolsheim
 Geispolsheim (en alsacià Gaispítze) és un municipi francès, situat a la regió del Gran Est, al departament del Baix Rin. L'any 1999 tenia 7.031 habitants.
Forma part del cantó de Lingolsheim, del districte d'Estrasburg i de la Strasbourg Eurométropole.

## Demografia
| 1962  | 1968  | 1975  | 1982  | 1990  | 1999  |
| ----- | ----- | ----- | ----- | ----- | ----- |
| 3.672 | 3.758 | 4.625 | 4.712 | 5.546 | 7.031 |

## Administració
| Període   | Identitat        | Partit |
| --------- | ---------------- | ------ |
| 1983-1995 | Marcel Geistel   | RPR    |
| 1995-     | Sébastien Zaegel | UMP    |